# Beaulieu-sur-Mer
Beaulieu-sur-Mer (in italiano Belluogo; in occitano Bèuluec de Mar), è un comune francese di 
3 731 abitanti situato nel dipartimento delle Alpi Marittime della regione della Provenza-Alpi-Costa Azzurra.

## Geografia fisica
Beaulieu-sur-Mer si trova sulla Costa Azzurra, tra Nizza e Monaco, in riva al mar Mediterraneo sulla strada del litorale.
La cittadina è situata ad est del Cap-Ferrat e sovrasta gli agglomerati urbani di Villefranche-sur-Mer, Saint-Jean-Cap-Ferrat ed Èze.
Beaulieu-sur-Mer ha fatto parte amministrativamente del comune di Villefranche-sur-Mer.
Il comune di Beaulieu-sur-Mer era compreso con il comune di Villefranche-sur-Mer, da cui è stato scorporato, fino al 1891.

## Storia

### Preistoria
Il territorio di Beaulieu-sur-Mer è abitato fin dalla preistoria. Una grotta localizzata nel quartiere della "Petite Afrique" (Piccola Africa), oggi distrutta, ha riconsegnato tracce d'occupazione del Paleolitico alla fine del XIX secolo. Lavori edili nel centro della cittadina hanno permesso la scoperta di ceramiche del Neolitico, nello stesso tempo in cui Johnston-Lavis, eminente vulcanologo britannico, si era installato nella regione.

### Antichità e Medioevo
Alto Medioevo: non si conosce d'un sito archeologico dell'Età del ferro, sul territorio del comune, ma importanti tracce d'occupazione d'epoca romana sono state scoperte nei pressi della stazione ferroviaria ed in riva al mare, intorno alla Cappella di "Nostra Signora d'Olivo" (Chapelle Notre-Dame d'Olivo), dove sono state portate alla luce più d'un centinaio di sepolture antiche nel XIX secolo, le quali ultime consentono di pensare che un'importante via di circolazione antica toccava il bordo del mare all'altezza di Beaulieu (Belluogo).
Al momento della costruzione della chiesa parrocchiale e della distruzione della batteria costiera, ad alcuni metri dalla "Cappella di Nostra Signora d'Olivo" (Chapelle Notre-Dame d'Olivo), Johston Lavis ha intrapreso degli scavi ed ha portato alla luce un importante mondezzaio di ceramiche antiche, databili tra la fine del I ed il VI secolo.
Esse sembrano indicare la presenza d'una stazione portuale relativamente importante a Beaulieu durante l'Antichità, e gli scavi di Johston Lavis, nel quartiere della stazione hanno permesso d'osservare i resti di ricche abitazioni d'epoca romana, che sembrano appartenere ad un piccolo agglomerato litoraneo.

### Evo Moderno
Il territorio dell'odierno comune di Beaulieu-sur-Mer, unitamente a quello di Villafranca, da cui è stato scorporato nel 1904, ha seguito fin dal 1388 con la Contea di Nizza, in cui era compreso, le vicende storiche prima della Contea di Savoia e del Ducato di Savoia, e poi dopo il Congresso di Vienna, dal 1815 al 1860, le sorti del Regno di Sardegna-Piemonte, per essere poi annesso nel 1861 alla Francia, con tutto il Nizzardo, dopo essere stato ceduto dal re Vittorio Emanuele II di Savoia all'Imperatore dei Francesi Napoleone III per il suo aiuto all'Unità d'Italia, nella seconda guerra d'indipendenza italiana del 1859.

### Epoca contemporanea
È nel XIX secolo che Beaulieu-sur-Mer, collegata a Nizza dalla strada e dalla ferrovia, diviene un luogo di villeggiatura reputato. Numerose teste coronate ed altre celebrità si affezionano particolarmente a tale stazione climatica invernale.
La Prima Guerra mondiale segna un colpo d'arresto, ma la vocazione turistica di Beaulieu-sur-Mer è ormai stabilita.
Negli anni 1950, il colonnello Cheneveau, presidente dell'IPAAM, ha intrapreso degli scavi nel giardinetto attinente alla Chapelle Notre-Dame (Cappella di Nostra Signora) ed ha portato alla luce una necropoli dell'Antichità tardiva e dell'Alto Medioevo che, contrariamente a ciò che la sostiene tradizione locale, sembra mostrare che il litorale marino non era abbandonato in tale epoca storica.
A partire dalla seconda metà degli anni 1990 si innesca il declino turistico ed economico. Diversi alberghi vengono trasformati in comproprietà o puramente e semplicemente demoliti, per lasciare posto ad immobili d'uso residenziale, come abitazioni o appartamenti.
Tale movimento, legato principalmente all'aumento dei prezzi del mercato immobiliare, non è stato frenato dall'autorità municipale.
A partire dal 2005, i celebri alberghi Métropole ed Eiffel che costeggiano il litorale sono stati acquistati da uomini d'affari russi ed immediatamente chiusi. Una prima domanda di demolizione del Métropole si è arenata nel 2008.
Nel 2010, il casinò, i cui muri sono di proprietà del comune, è stato posto in liquidazione giudiziaria, ed è attualmente chiuso nell'attesa d'un nuovo acquirente e dei lavori di recupero.  Dopo lavori di restauro è stato riaperto il 17 dicembre 2014 con al suo interno, oltre alla sala da gioco, un ristorante, una sala per spettacoli e un cinema.
Due ampi progetti di demolizione o ricostruzione del Métropole e della Résidence Eiffel sono odiernamente promossi dalla municipalità, e sono invece combattuti da parecchie associazioni di difesa del patrimonio e dell'ambiente.

### Araldica
Lo stemma del comune di Beaulieu-sur-Mer ha un blasone taglianto all'1) d'azzurro al sole d'oro, al 2) d'oro all'olivo sradicato di verde fruttato di sabbia, e reca il motto latino: "Pax in Pulch(e)ritudine", cioè Pace nella Bellezza o nello splendore.

## Monumenti e luoghi d'interesse
- Villa Kérylos: costruita dall'architetto Emmanuel Pontremoli tra il 1902 ed il 1908 su un promontorio roccioso che cade a strapiombo sul Mediterraneo, sulla strada della riviera marina delle Alpi Marittime, Villa Kérylos è un'abitazione realizzata, arredata ed ammobiliata sul modello delle ville della Grecia antica del II e del I secolo a.C.. Essa è interamente decorata da affreschi evocanti la mitologia greca, con opere d'Adrien Karbowsky e di Gustave-Louis Jaulmes. Proprietà dell'esperto dell'epoca ellenistica Théodore Reinach (1860-1928), la villa è stata legata all'Institut de France nel 1928, ed è odiernamente classificata monumento storico con decreto del 15 settembre 1966 ed aperto ai visitatori.
- L'Hotel Bristol di Beaulieu-sur-Mer: l'antico Hotel Bristol, edificio di sei piani, è costruito nel 1898 dall'architetto danese Hans Georg Tersling, e prendeva all'epoca tutto lo spazio fra la stazione ferroviaria ed il mare. Il palazzo è nato dalla volontà d'un fabbricante di mobili londinese, Sir Blundell Maple, ed accoglie sin dalla sua apertura il 1º gennaio 1899 i grandi del mondo, come il principe Luigi Napoleoni, la duchessa d'Aosta. Per lungo tempo esso è uno dei più vasti e dei più lussuosi palazzi della Riviera nizzarda e poi della Costa Azzurra, con 150 addetti, 300 camere, saloni particolari, diverse biblioteche ed immensi padiglioni situati alle due estremità per accogliere concerti o pezzi di teatro. L'immobile occupa 2.000 m², ed ha sul lato sud un vasto giardino, piantato di fiori, d'aranci e di palmeti, e sul lato nord si trovano le varie dipendenze, come le cucine, l'argenteria e la biancheria. L'atrio dell'entrata principale, di otto metri d'altezza, conduce ad una doppia scalinata monumentale che mette in comunicazione con i piani; 60 camere ripartite lungo un corridoio di 150 metri in ciascuno dei primi cinque piani, al sesto, gli alloggiamenti del personale. Tale rinomanza fu un po' scossa in seguito ad un incendio nell'aprile 1911 che distrusse la tettoia con andamento da castello inglese, costringendo i proprietari a rimpiazzarla con un tetto piatto, radente così l'ultimo piano[6]. Poi nel 1954, le ristrettezze economiche, la sparizione delle grandi famiglie europee cagionarono una vendita del Bristol per appartamenti. L'albergo è oggi una comproprietà di gran lusso, che conserva l'atrio d'ingresso. Inaugurata nel 1904, la Rotonda è adiacente all'Hotel Bristol. Per rispondere alla domanda d'una sala da pranzo supplementare per mangiare, che serviva il "tè danzante del pomeriggio", l'architettura creò uno spazio radiante e luminoso particolarmente scenico. Gli "svernanti" della "buona società", ai quali si mescolavano le famiglie regnanti d'Europa, in soggiorno invernale sulla Costa, si rendevano frequentemente alla "Rotonda" per passare un momento privilegiato. L'edificio si presenta sotto la forma d'una grande sala circolare con le absidi vetrate, rivestita d'una cupola a spigoli tagliati. Colonne corintiche strutturano le sporgenze arrotondate delle absidi, delimitando un luminoso volume interno. La sua terrazza dà sul giardino del Casinò di Beaulieu ch'annuncia, lungo la strada della riva del mare, un filare di "palme californiane", dette washingtonia filifera, la quale è una palma originaria della California. La Rotonda, lotto in comproprietà appartenente al comune, è iscritta all'Inventario supplementare dei monumenti storici in data 23 giugno 1978.
- La Villa de May: situata in Avenue Edith Cavell, è costruita nel 1826 da Gaétan de May, poi essa è riacquistata dalla città nel 1967. Al giorno d'oggi, accoglie il Museo di Storia ed Archeologia. I due saloni al piano terra, il salone di Diana ed il salone del "Giudizio di Paride" (Jugement de Pâris), oltre al piccolo "salone degli Amori" al primo piano, con il loro decoro sono iscritti al titolo dei monumenti storici in data 25 gennaio 1980.
- Il Palazzo degli Inglesi: situato in Avenue Maréchal Foch, è edificato nel 1885 sotto il nome di "Hôtel des Anglais" (Albergo degli Inglesi) e fa fronte alla stazione ferroviaria. È uno dei primi alberghi della città che accoglie l'aristocrazia europea durante la stagione invernale.
- Chiesa del Sacro Cuore (Église du Sacré-Cœur), costruita nel 1899.
- Cappella di "Santa Maria d'Olivo" (Chapelle Sancta-Maria-de-Olivo), dell'XI secolo.
- Cappella della Madonna Nera (Chapelle de "La Madonne-Noire")
- Chiesa anglicana di San Michele (Église anglicane Saint-Michael), costruita nel 1893.

## Società

### Evoluzione demografica
Abitanti censiti

## Economia
Beaulieu-sur-Mer fa parte del "triangolo d'oro" (Beaulieu-sur-Mer, Saint-Jean-Cap-Ferrat, Villefranche-sur-Mer), zona della Costa Azzurra, dove i prezzi del settore immobiliare sono i più elevati di Francia: 1) Casino; 2) Nautica da diporto; 3) Turismo, nelle Alpi Marittime.

## Infrastrutture e trasporti
La città è attraversata dalla strada dipartimentale RD 98, il principale asse di circolazione tra Mentone e Tolone.
Tre linee di autobus della rete "Lignes d'azur", sono in servizio, ed una di esse termina proprio in città. Le altre due, che collegano Nizza a Mentone e Nizza a Saint-Jean-Cap-Ferrat, attraversano la città con parecchie fermate.
Beaulieu-sur-Mer dispone di una propria stazione ferroviaria, posta lungo la linea Marsiglia-Ventimiglia servita dal TER PACA, che permette ai viaggiatori di recarsi fino a Juan-les-Pins, Cannes, Grasse verso ovest, e sino a Mentone e Ventimiglia verso est.

## Galleria d'immagini

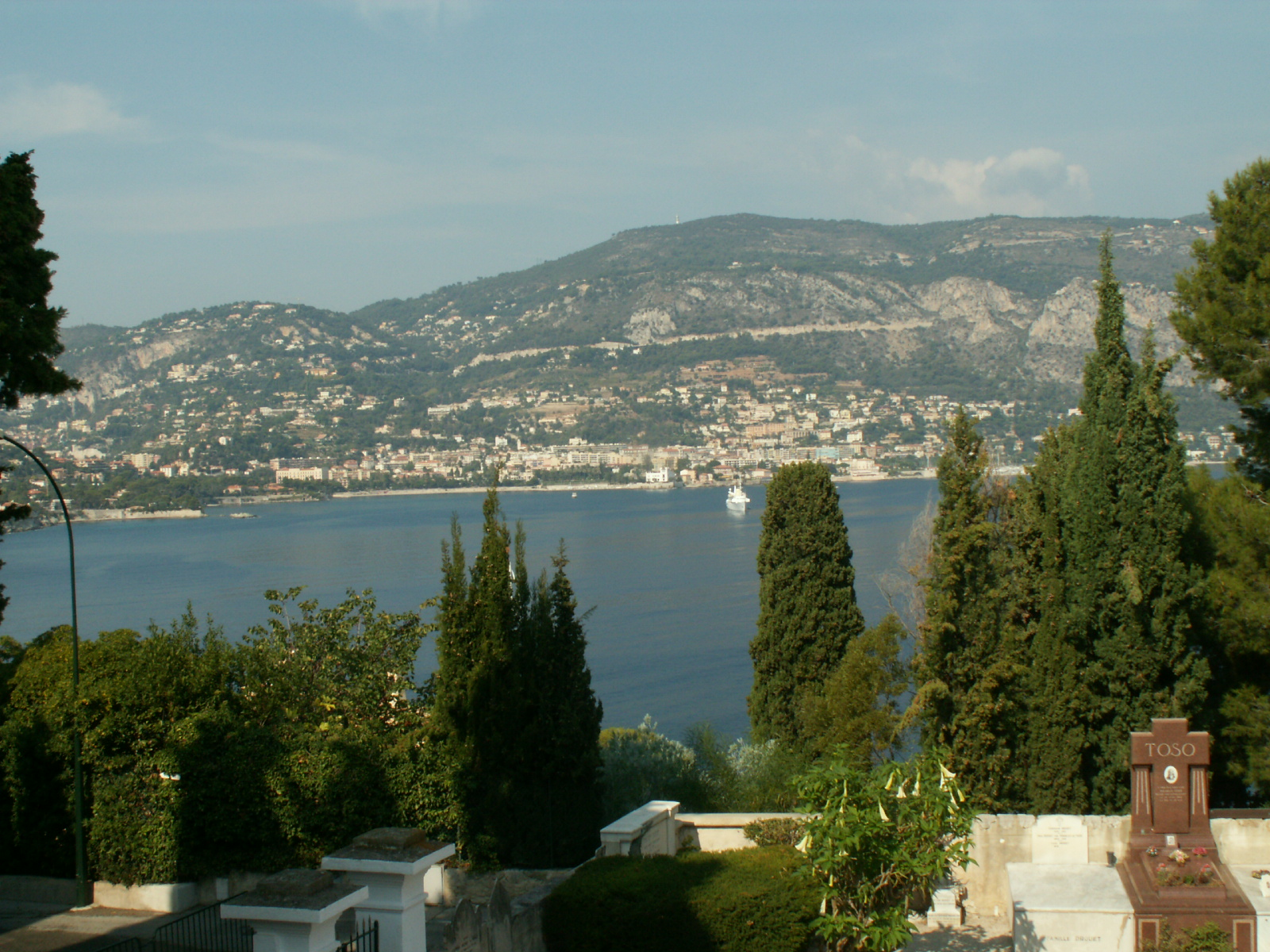
Beaulieu-sur-Mer
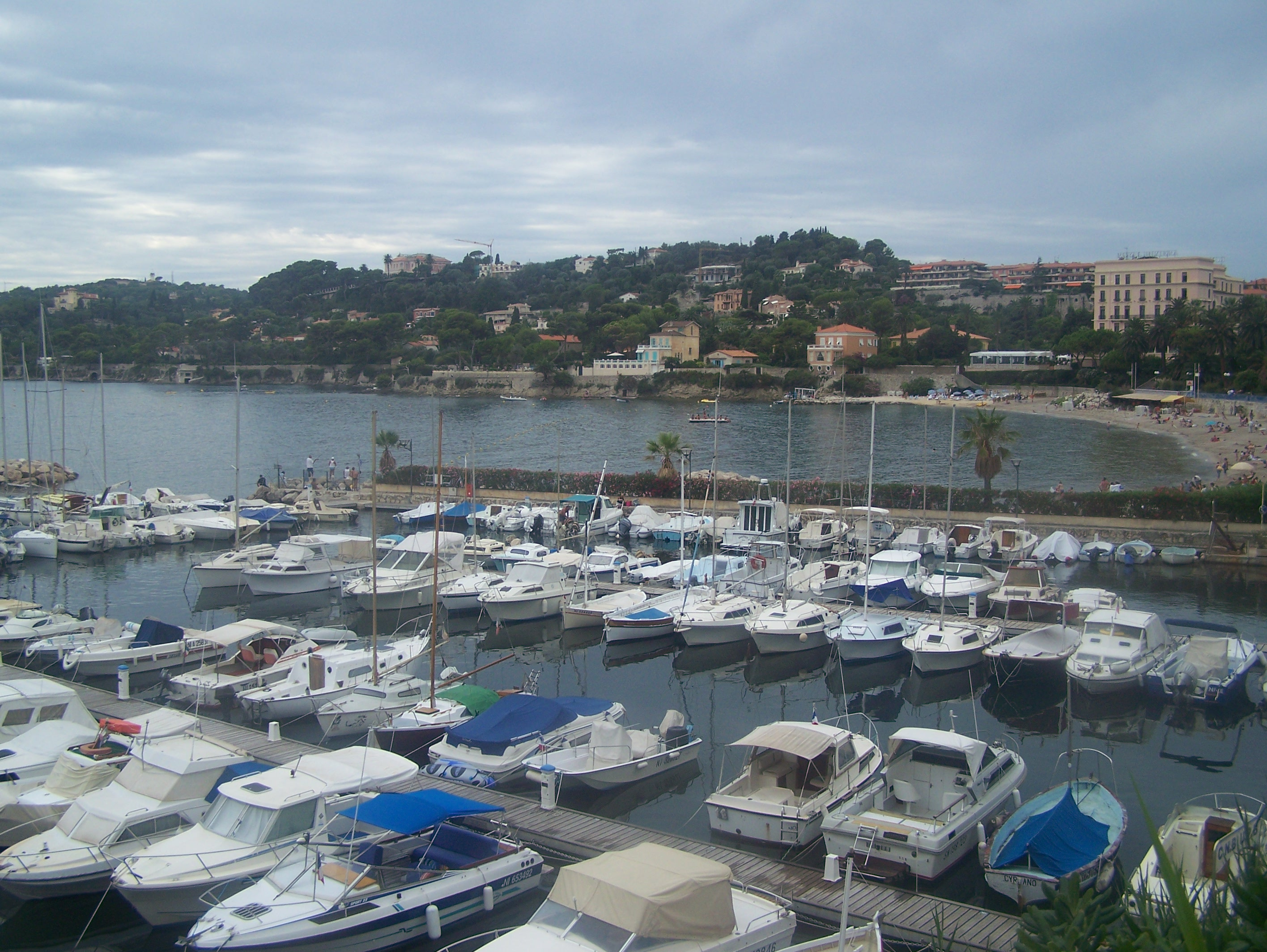
Il porto di Bealieu-sur-Mer
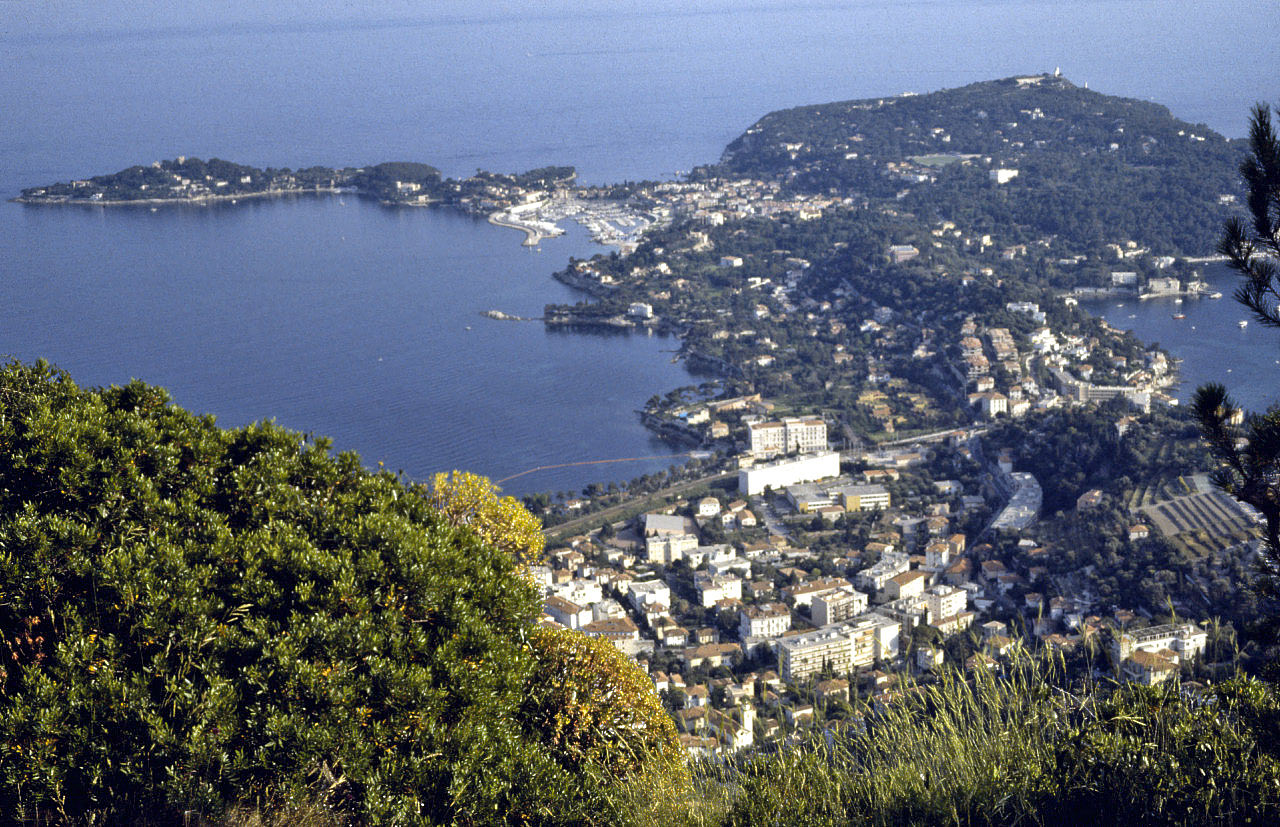
La penisola di Cap Ferrat
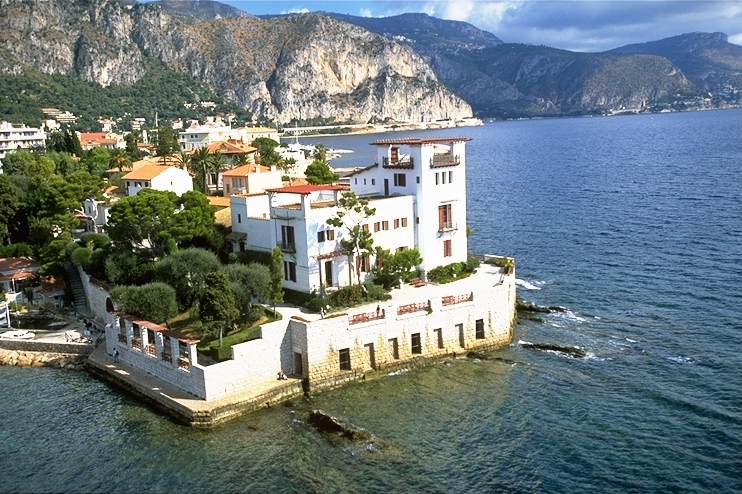
Villa Kerylos in primo piano
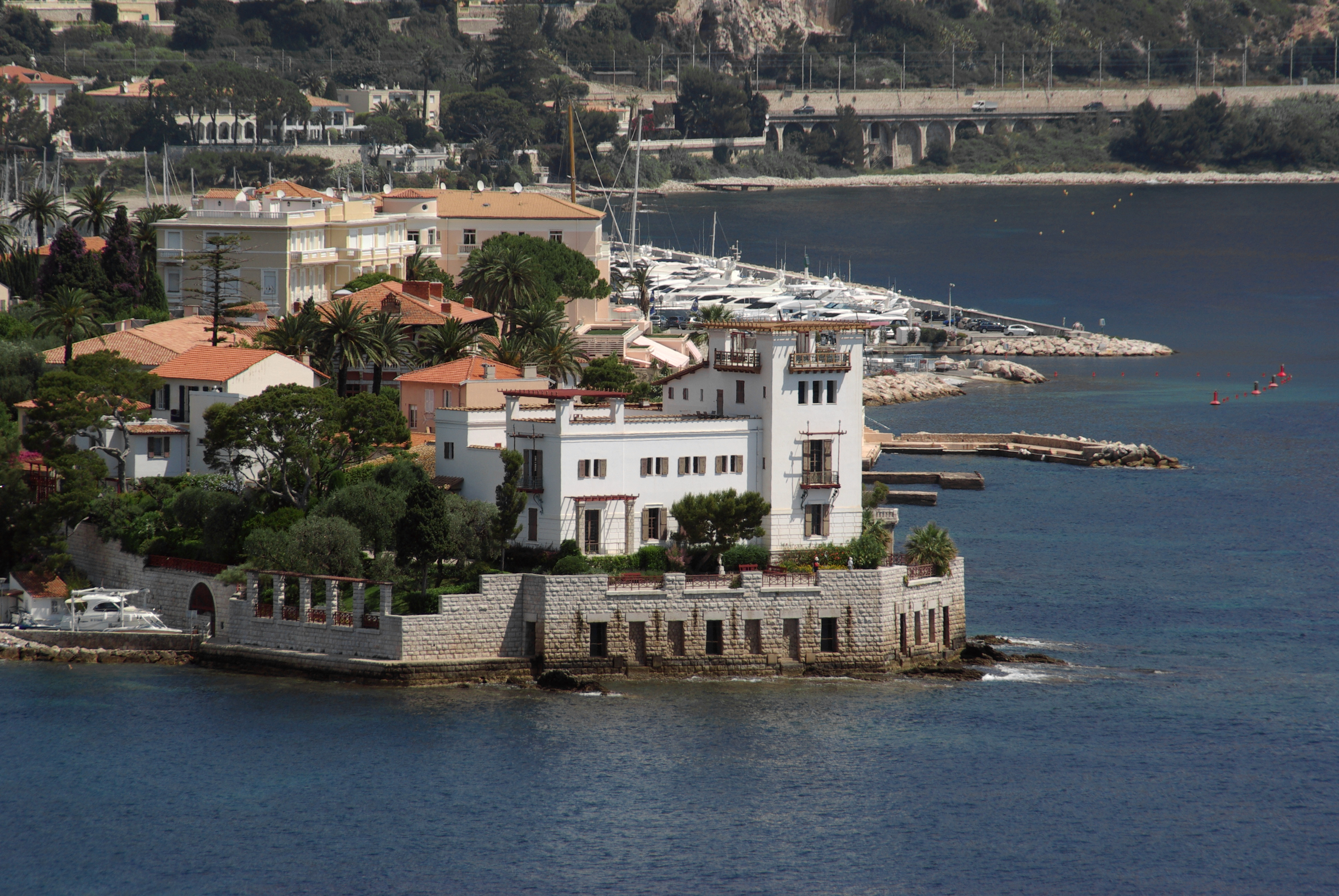
Villa Kérylos da lontano
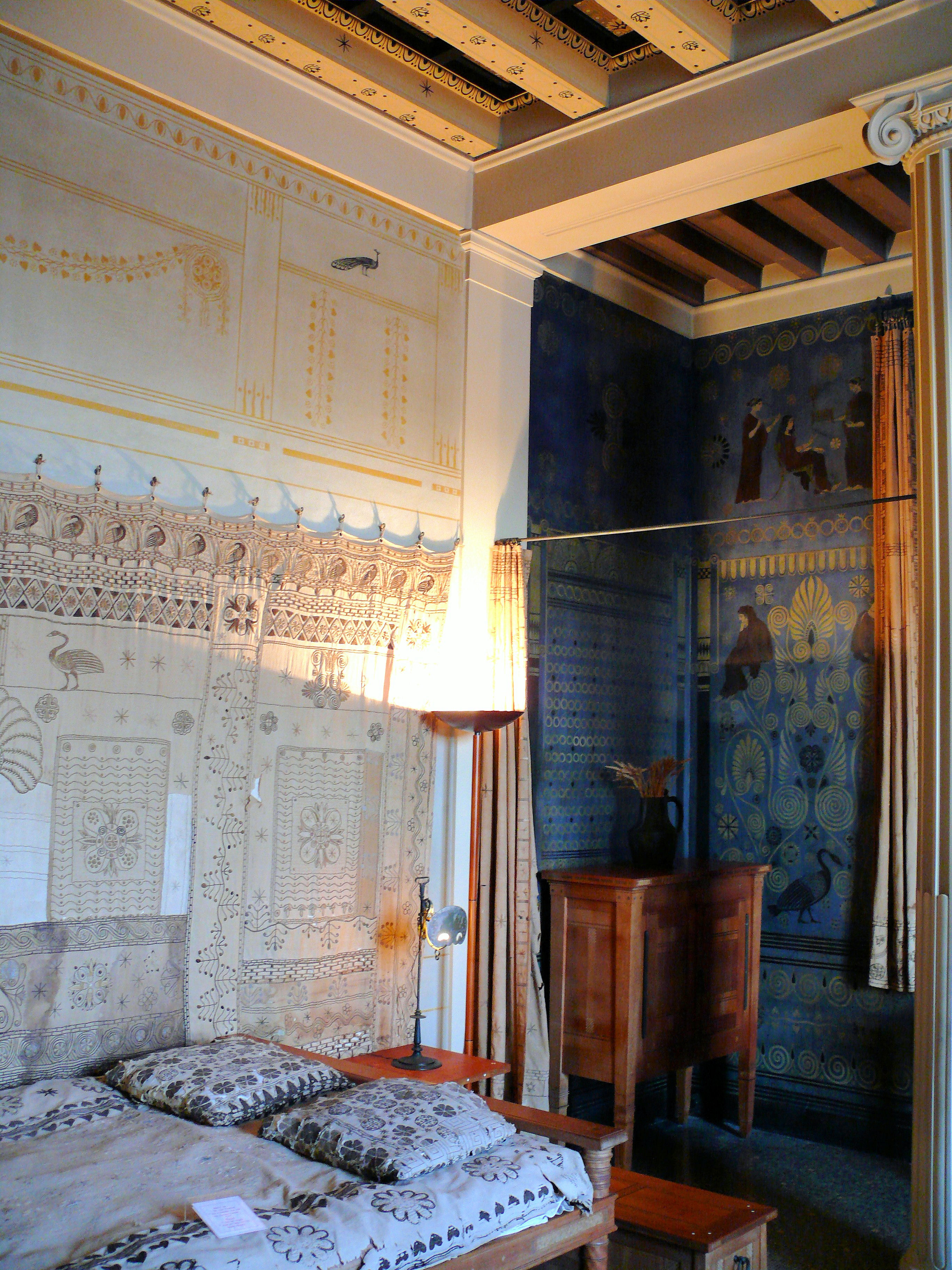
Villa Kérylos-Camera di Madama Reinach (Chambre de Madame Reinach)
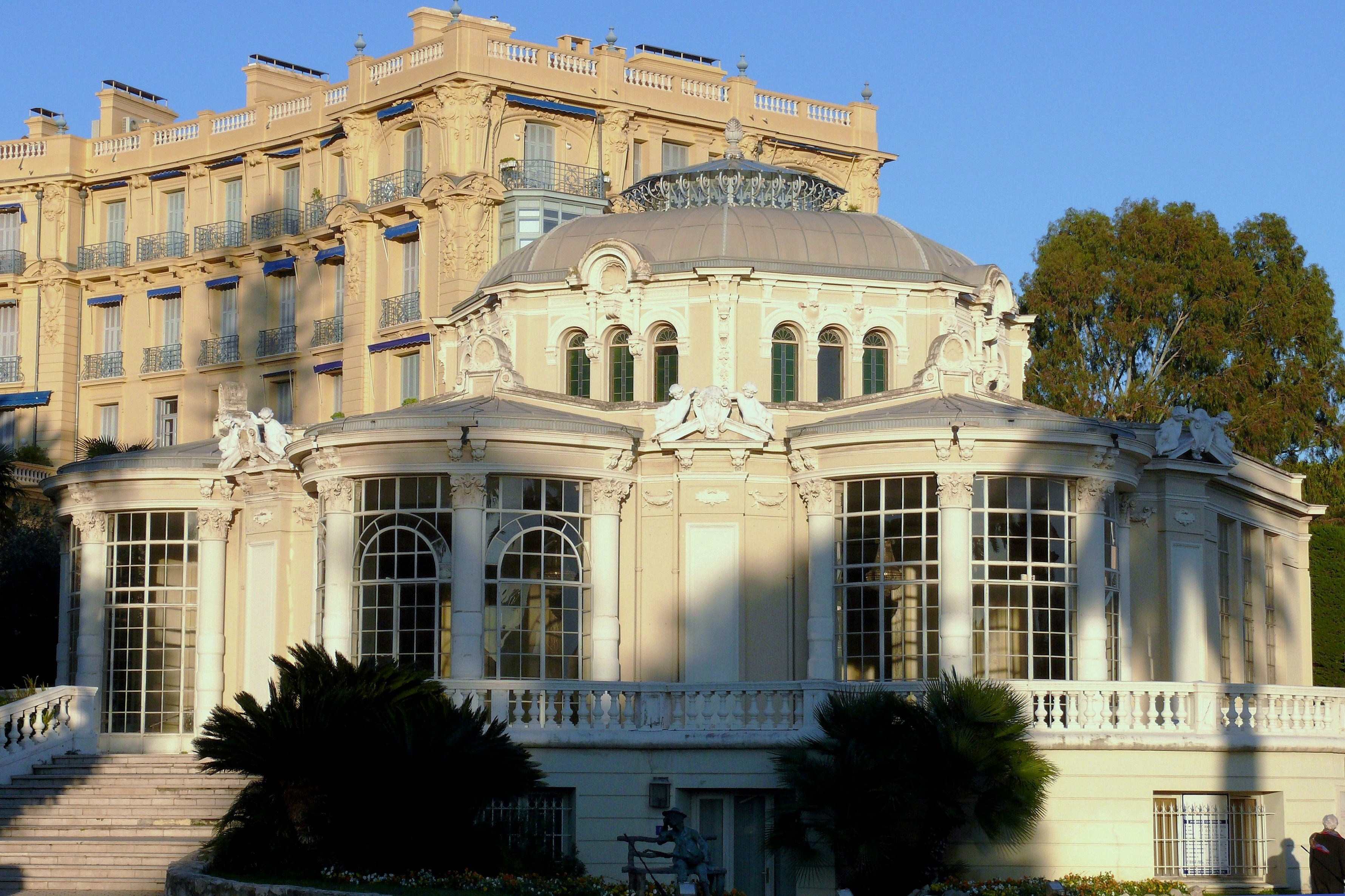
La Rotonda ed il vecchio Hotel Bristol
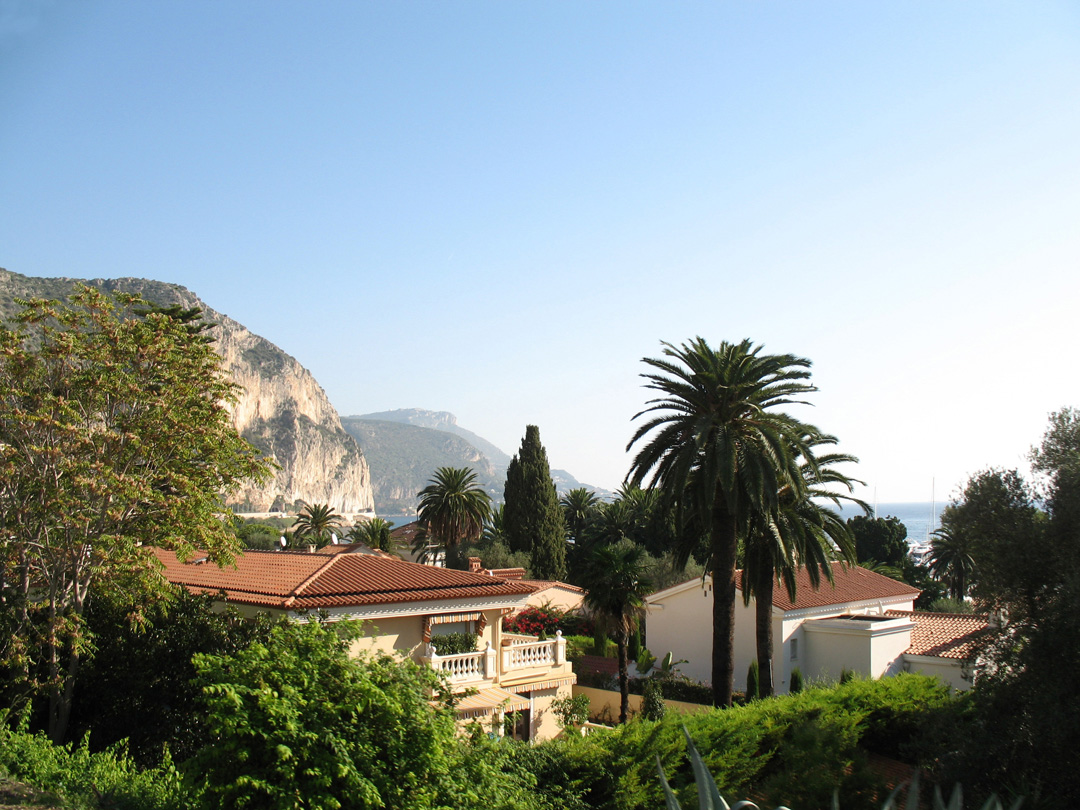
Veduta dal treno, insieme di ville a Beaulieu-sur-Mer